# Аниций Авхений Басс (префект)
Аниций Авхений Басс (лат. Anicius Auchenius Bassus), римский государственный деятель конца IV века.
Басс родился в городе Беневент, патроном которого он позже стал. Происходил из рода Анициев-Авхениев. Его отцом был консул 334 года Амний Маний Цезоний Никомах Аниций Паулин Гонорий, а матерью Пинция или Авхения. Дядей Басса был консул 322 года Амний Аниций Юлиан. В некоторых надписей Басс зовётся restitutor GENERIS Aniciorum (реставратор рода Анициев). Это означает, что в течение некоторого времени он был единственным мужчиной в семье, прежде у него родились дети. Был женат на Турении Гонорате. От неё у него появился сын Аниций Авхений Басс, который стал консулом в 408 году и у которого был сын Флавий Аниций Авхений Басс — консул 431 года.
Карьера Басса известна благодаря надписи. Сначала он был кандидатом в квесторы и претором tutelaris. Между 372 и 382 городом занимал должность проконсула Камнании, где отремонтировал бани, получившие название Анициевых. В период с 22 ноября 382 года по 25 августа 383 года занимал должность префекта Рима и делал богатые подарки населению.
Басс был христианином.